# Louis Ignarro
Louis José Ignarro (Brooklyn (New York), 31 mei 1941) is een Amerikaanse farmacoloog. Hij won met Ferid Murad en Robert F. Furchgott in 1998 de Nobelprijs voor de Fysiologie of Geneeskunde voor zijn onderzoek naar stikstofmonoxide als biologische signaalstof.

## Biografie
Ignarro zag het levenslicht in Brooklyn als zoon van Italiaanse immigranten. Hij studeerde scheikunde en farmacologie aan de Columbia-universiteit. Deze studie rondde hij in 1967 af. Daarna studeerde hij nog een jaar aan de Universiteit van Minnesota. Na twee jaar verbonden te zijn geweest aan het National Institute of Health (NIH) werkte hij van 1968 tot 1973 als farmacoloog voor Geigy Pharmaceuticals. Hier deed hij onderzoek naar anti-ontstekingsmedicijnen. Vervolgens ging hij naar Tulane University, eerst als docent en vanaf 1979 als hoogleraar.
Ignarro heeft veel artikelen gepubliceerd over zijn onderzoek. Hij ontving in 1998 de Basic Research Prize van de American Heart Association. Ignarro werd in 1985 aangesteld als professor farmacologie aan de University of California, Los Angeles School of Medicine (UCLA).

## Werk
Ignarro ontdekte dat stikstofmonoxide (NO) de door Furchgott gepostuleerde endotheel-afhankelijke relaxatiefactor was die als signaalmolecuul optreedt en bloedvaten ontspant. Zijn conclusie verklaarde waarom nitroglycerine verlichting geeft bij hartkramp en leidde tot andere levensreddende hartmedicatie alsook tot de ontwikkeling van de erectiepil Viagra.
Hij is oprichter van de Nitric Oxide Society, en redacteur van het vakblad "Nitric Oxide: Biology and Chemistry". Daarnaast is hij ook bekend bij het Amerikaanse publiek vanwege zijn optredens in late-night infomercials voor "The World's Greatest Treasury of Health Secrets", een verzameling artikelen over gezondheid gerelateerde onderwerpen.